# Castell de Glenbuchat

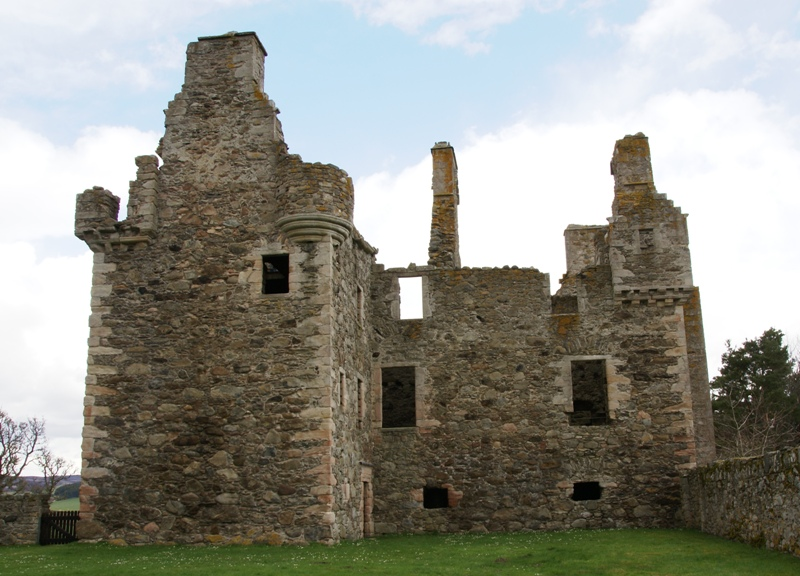
El castell de Glenbuchat,

El castell de Glenbuchat és un castell de planta en Z prop del riu Don, a Kildrummy, Aberdeenshire (Escòcia).
Fou construït l'any 1590 per John Gordon de Cairnbarrow per celebrar les seves noces.
La família va vendre el castell el 1738, i va romandre en mans privades fins al segle xx. James William Barclay va comprar el castell el 1901, i el coronel James Barclay Milne, el seu net, el va col·locar sota atenció estatal el 1946. Un club local va comprar els parcs circumdants el 1948 i els va donar a l'estat per assegurar-se que el castell i l'entorn quedarien intactes. Tant el castell com els seus voltants són gestionats per Historic Scotland com a monument antic.
L'edifici actualment no té cap sostre.